# ابراهیم دیراوی
ابراهیم جاسم محمد دیراوی (۲۲ ژوئیه ۱۹۴۹–۱۲ مهٔ ۲۰۱۶) (۳۱ تیر ۱۳۲۸–۲۳ اردیبهشت ۱۳۹۵) فقیه جعفری و شاعر عربی ایرانی بود. در جزیرهٔ مینو (صلبوخ) نزدیکی خرمشهر، ایران، از خانواده‌ای متوسط عرب و شیعهٔ دوازه‌امامی زاده شد. در زادگاهش به تحصیل پرداخت سپس در قم شاگرد شماری از استادان و شیوخ شد. در پی اعتراضات و انقلاب ۱۹۷۹ از روح‌الله خمینی حمایت نمود و پس از مرگ او در ۱۳ خرداد ۱۳۶۸–۳ ژوئن ۱۹۸۹ قصیده‌ای در رثایش سرود، با عنوان «مأتم الشّمس». شش دیوان شعر به زبان عربی فصیح و عامی از او چاپ شده و او را آفرینندهٔ سبکی در شعر عامیانۀ عربی خوزستانی با نام قلائید یا گلائد می‌دانند. در قم به سن ۶۶ سالگی درگذشت و در زادگاهش به خاک سپرده شد.

## زندگی
او ابراهیم بن محمد جاسم بن محمد بن ابراهیم بن احمد بن عبد الصمد بن خلف بن سعد است؛ به قبیلهٔ خزاعی سَعد، نسب می‌رساند. او در آخرین جمعهٔ (۲۶) رمضان ۱۳۶۸–۳۱ تیر ۱۳۲۸–۲۲ ژوئیه ۱۹۴۹ در جزیرهٔ مینو (صلبوخ) در نزدیکی خرمشهر، استان خوزستان، ایران پهلوی، از خانواده‌ای عرب مسلمان و شیعهٔ دوازده‌امامی زاده شد. پدربزرگش محمد از علما بود. هنگامی که ده سال بیشتر نداشت، پدرش درگذشت و پدربزرگش عهده‌دار تربیت او شد. پس از چندسال پدربزرگش نیز درگذشت. مقدمات را نزد عمویش هادی بن خلیل خواند، سپس وارد مدرسهٔ ابتدایی شد. پس از سال تحصیلی ۱۳۳۹/۴۰ ش - ۱۹۶۱م به دبیرستانی در آبادن رفت اما به دلیل بیماری به زادگاهش بازگشت. به خودآموزی روی آورد سپس نزد استادان و شیوخی به تحصیل پرداخت؛ قرآن را از صالح بن مطر، علوم زبان عربی را از کاظم هجری و عیسی طرفی؛ علوم ادبی را از شیخ افغانی؛ ادبیات را از حسین قطیفی؛ فقه را از علی حسینی علوی و دیگران فراگرفت. در سال ۱۳۵۰ش-۱۹۷۲م برای ادامهٔ تحصیل علوم دینی به قم رفت و در دروس سطح خارج استادانی شرکت کرد، مانند:حسین وحید خراسانی، هاشم آملی و علی فانی. گرایش‌های ملی و عربی داشت. پس از سقوط شاه در سال ۱۹۷۹ از انقلاب اسلامی ایران حمایت کرد. در فرهنگ عامهٔ عرب‌های خوزستان جایگاهی یافت.در دسامبر ۲۰۱۴ -آذر ۱۳۹۳ از سوی وزارت فرهنگ و ارشاد اسلامی تجلیل شد.
او در روز ۲۳ اردیبهشت ۱۳۹۵–۴ شعبان ۱۴۳۷–۱۲ مهٔ ۲۰۱۶ در قم درگذشت و در مقبره الشهدای سید غریب در زادگاهش مینوشهر به خاک سپرده شد.

## شعر
از شاعران برجستهٔ عرب خوزستانی در روزگارش شمرده می‌شود که به عربی فصیح و عامیانۀ خوزستانی سرود. بیشتر اشعارش دربارهٔ رثا و مدح اهل بیت است. قصیده‌ای به نام «مأتم الشّمس» دربارهٔ مرگ و خاکسپاری روح‌الله خمینی در ۱۳ خرداد ۱۳۶۸–۳ ژوئن ۱۹۸۹ سرود، با مطلع «خَسَأ التربُ لَن يَضُمَّكَ لَحدٌ/ أنت كالشّمس ما لضوئك حَدُّ».
با اینکه در حوزه علمیه تدریس می‌کرد اما علاقه زیادی به مسائل ادبی ازجمله شعر عربی داشت. او ابداعگر سبک شعری با نام قلائید یا به لهجه عربی خوزستانی، گلائد است. شش دیوان شعر از او چاپ شده‌است.

## آثار
از دیوان‌های شعرهایش:
- «قصائد خالده في مراثي أهل البيت عليهم السلام» یا «ديوان الديراوي في المراثي»
- «درب الشمس»
- «گرگيعان»
- «ارث اليتيم»
- «الغريب ذيب»
- «على ضفاف كارون»